# Павел Едмунд Стшелецки
Павел Едмунд Стшелецки (рођен 20. јула 1797. у Глушини, преминуо 6. октобра 1873 . у Лондону) — пољски путник, геолог, географ и истраживач. Био је први Пољак који је самостално опловио свет у научне сврхе. Обишао је све континенте осим Антарктика.

## Биографија
Павел Едмунд Стшелецки је рођен 1797. године у Глушини (данас део Познања). Његов отац Франћишек Стшелецки је био учесник Кошћушковог устанка, студирао је географију и геологију у Хајделбергу и вероватно Единбургу (ова информација није потврђена). Сам Павел Едмунд Стшелецки није имао високо образовање. Био је самоук.
У периоду од 1814. до 1817, Стшелецки је боравио у Кракову, који је на почетку његовог боравка припадао Варшавском војводству, а од 1815. представљао је формално независну целину познату као Слободни Град Краков. Заједно са братом Пјотром 1817. одлази у Скубарчев, где је живела њихова сестра Изабела са својим мужем. Стшелецки је вероватно касније посетио Краков, јер се сећао Кошћушкове хумке, која је подигнута у периоду 1820–1823. Убрзо по повратку, породица га је послала у пруску војску, али је после годину дана поднео оставку и вратио се сестриној кући .
Од детињства је сањао да путује. Одредиште његових првих експедиција била је западна Европа: Аустрија, Чешка, Швајцарска, Италија и Далмација. У Италији је упознао магната Франћишека Сапјеху, који му је поверио управљање својим великим имањем Биховце код Могиљева. Стшелецки је наводно одлично обавио овај посао и тако прикупио капитал за даља планирана путовања.

### Путовања и открића
Године 1829. Стшелецки напушта Пољску. Од 1830. до 1831. је боравио у Француској, а од новембра 1831. до јуна 1834. живео је у Великој Британији. 
Године 1834. кренуо је из Ливерпула на деветогодишње путовање око света. Све трошкове је покрио сам. Током овог путовања:
- од 1834. до 1835. спровео је природњачка истраживања у Северној Америци (Апалачија, Флорида, Мексико). Најважнија открића из овог периода укључују откриће лежиште руде бакра у Канади (на језеру Онтарио), које се и данас експлоатише. Даље је наставио преко Мексика, Кубе и Бразила, Уругваја и Аргентине, све до Чилеа . У Јужној Америци проучавао је локалне вулкане и минерална налазишта (Аргентина, Перу, Еквадор).
- 1836. године вршио је геолошка истраживања и метеоролошка посматрања у Јужној Америци (Бразил, Уругвај, Чиле).
- 1838. године наставио је своја истраживања на Хавајима и на острвима Полинезије.
- од 1839. до 1843. истраживао је Аустралију, Нови Зеланд и Тасманију.

Током свог боравка у Аустралији истражио је највиши планински ланац овог континента Велике разводне планине, а његов највиши врх, који је освојио 12. марта 1840. године, назвао је  Кошћушко (Mount Kosciuszko) у част вође устанка 1794. 
Стшелецки је такође оставио траг открићем земље Гипсленд, којој је дао име по тадашњем гувернеру Новог Јужног Велса Џорџу Гипсу (данас главни сточарски регион Аустралије), као и открићем долине Латробе (названа у част подгувернера Шарла Ла Тробеа), где се налазе нека од највећих светских налазишта лигнита, нафте и злата.
Стшелецки је такође развио детаљну и прву изузетно прецизну геолошку карту Новог Јужног Велса и Тасманије. Током својих геолошких истраживања, Пољак је открио и описао неколико налазишта угља. Штавише, у округу Сорел у близини Азбестног ланца (сада Наравнтапу) пронашао је налазишта бакра и кварца прожетог златом.
Због здравствених проблема, вратио се у Европу у октобру 1843, где је две године касније у Лондону објавио прву монументалну научну студију Аустралије: Физички опис Новог Јужног Велса и Ван Дименове земље. Рад Стшелецког, који садржи резултате његових геолошких, минералошких и етнографских истраживања, податке о клими, пољопривреди, фауни, флори и колонијалној историји Аустралије и Тасманије, био је незаменљив извор знања о том делу света скоро половину века.
Године 1845. прихватио је британско држављанство и од тада се потписивао као „Пол Едмунд де Стшелецки“. Годину дана касније добио је златну медаљу, а године 1853. и постао члан Лондонског краљевског друштва .

### Активност у Ирској
Стшелецки је био извршни директор Британске асоцијације за помоћ у невољи у Ирској и шкотским висоравнима, коју је основала група аристократа, банкара и филантропа, a која је помагала гладнимa у Ирској током Велике глади. Ово удружење, основано на иницијативу барона Лајонела де Ротшилда и у сарадњи са британском владом, добило је дотације и подршку многих познатих политичара, али и краљевске породице, укључујући краљицу Викторију. Британска влада је признала да би Ирци, због нетрпељивости између два народа, више веровали члану британске елите који је Пољак и католик. Павел Стшелецки је постао администратор фонда у Ирској и почетком јануара 1847. отишао је у Даблин, одакле је кренуо на север ка окрузима Мајо, Слајго и Донегал.
За разлику од других агената, Стшелецки се фокусирао на исхрану и пружање материјалне помоћи деци, а не одраслима. Освојио је симпатије и протестантског и католичког свештенства, које је од тада требало да помаже деци без обзира на њихову веру. Пољак је показао организациони таленат и после пола године постављен је за надзорника Генералне агенције са седиштем у Даблину. Под собом је имао четрдесет владиних чиновника, чији је задатак био да надгледају извршење уредби у провинцијама. На свом врхунцу, средином 1848. године, програм школске исхране обухватао је преко 200.000 деце. За своје заслуге, Павел Едмунд Стшелецки је уписан у галерију народних хероја Ирске.
Стшелецки је умро 1873. у Лондону од хепатоцелуларног карцинома. Његов пепео је 1997. године донет у Пољску и смештен у Крипту заслужних Великопољака у подруму цркве Св. Војћеха у Познању .

## Награде и признања
Као истакнути путник и истраживач, одликован је високим орденима и енглеским медаљама.
- 1846: Краљевско географско друштво доделило му је златну медаљу - Златна медаља за откриваче
- 1849: одликован је као један од првих цивила Орденом витешког великог крста најчаснијег реда прочишћених
- 1860: Универзитет Оксфорд му је доделио почасни докторат из области грађанског права
- 1869: Краљица Викторија га је именовала за витеза команданта Реда Св. Михаила и Св. Георгија

## Комеморација
По њему је названо више од 20 места у Аустралији, укључујући планински венац, 2 врха, језеро, реку, градић:
- Стшелецкове планине (Стшелецкови ланци) – Викторија ,
- Планина Стшелецки – 636 мнв – Северна територија ,
- Стрзелецков врх – 756 мнв – острво Флиндерс ,
- Река Стшелецки  – 190 км дужине Јужна Аустралија ,
- Пустиња Стшелецки – западно од језера Еире ,
- Резерват природе Стшелецки (Регионални резерват Стшелецки) у области пустиње Стшелецки,
- у северној Канади – залив Стшелецки,
- покровитељ 305. Краковске извиђачке тима „Откривачи непознатих стаза“,
- покровитељ 26. извиђачког тима Лођ,
- покровитељ 3. извиђачког тима из Сјемјановица,
- покровитељ Основне школе бр. 53 у Познању, додељено 1960. године захваљујући дугогодишњем залагању првог послератног директора школе, господина Чеслава Гжешковјака,
- покровитељ Основне школе са интеграционим одељењима бр. 154 у Варшави,
- споменик Павелу Едмунду Стшелецком у Лазажу у Познању - минијатура споменика из Јиндабинеа у Аустралији,
- споменик Павелу Едмунду Стшелецком у Познању,
- 1997. године, Народна банка Пољске издала је сет кованица поводом 200 година од рођења Стшелецког,
- једна од врста еукалиптуса добила је име по Стшелецком - Eucalyptus strzeleckii,
- постоји популација коала југоисточно од Мелбурна под називом „Коала Стшелецки“.

Одлуком Сејма Републике Пољске 9. мандата од 22. јула 2022. одлучено је да се 2023. установи за Годину Павела Едмунда Стшeлецког.